# Phyllurus
Phyllurus is een geslacht van hagedissen die behoren tot de gekko's (Gekkota) en de familie Carphodactylidae.

## Naam en indeling
De wetenschappelijke naam van de groep werd voor het eerst voorgesteld door Georg August Goldfuss in 1820. Er zijn elf soorten, inclusief de pas in 2023 beschreven soort Phyllurus fimbriatus.
De geslachtsnaam Phyllurus betekent vrij vertaald 'bladstaart'.

## Uiterlijke kenmerken
De hagedissen bereiken een lichaamslengte van ongeveer 8 tot 12 centimeter exclusief de staart. De staart kan typisch hagedisachtig zijn, zoals bij Phyllurus caudiannulatus, tot extreem breed en afgeplat, zoals bij Phyllurus amnicola. De staart is meestal voorzien van kleine stekelachtige bultjes. Als de staart wordt afgeworpen en weer aangroeit is deze korter en heeft minder afstekende kleuren. De lichaamskleur is bruin met vele kleine afwisselde donkere en lichtere vlekjes zodat het lichaam sterk lijkt op boombast of mos.

## Levenswijze
Alle soorten zijn 's nachts actief en zitten dan met de kop naar beneden onbeweeglijk te wachten op prooidieren. Overdag wordt gescholen in boomholtes en andere holen en spleten. De vrouwtjes zetten eieren af.

## Verspreiding en habitat
De soorten komen endemisch voor in delen van Australië en leven in de staat Queensland, de enige uitzondering is Phyllurus platurus die uitsluitend is gevonden in de staat New South Wales. De habitat bestaat uit vochtige tropische en subtropische laaglandbossen, tropische en subtropische droge bossen, draslanden en rotsige omgevingen. Ook in door de mens aangepaste streken zoals stedelijke gebieden kunnen de hagedissen worden gevonden.

## Beschermingsstatus
Door de internationale natuurbeschermingsorganisatie IUCN is aan alle soorten een beschermingsstatus toegewezen. Drie soorten worden beschouwd als 'veilig' (Least Concern of LC), drie soorten als 'gevoelig' (Near Threatened of NT), een soort als 'kwetsbaar' (Vulnerable of VU) en een soort als 'bedreigd' (Endangered of EN). Twee soorten ten slotte worden gezien als 'ernstig bedreigd' (Critically Endangered of CR).

## Soorten
Het geslacht omvat de volgende soorten, met de auteur, het verspreidingsgebied en de beschermingsstatus.
| Naam                     | Auteur                                       | Verspreidingsgebied                     | Beschermingsstatus |
| ------------------------ | -------------------------------------------- | --------------------------------------- | ------------------ |
| Phyllurus amnicola       | Couper, Schneider, Hoskin & Covacevich, 2000 | Australië (Queensland)                  |                    |
| Phyllurus caudiannulatus | Covacevich, 1975                             | Australië (Queensland)                  |                    |
| Phyllurus championae     | Couper, Schneider, Hoskin & Covacevich, 2000 | Australië (Queensland)                  |                    |
| Phyllurus fimbriatus     | ?? 2023                                      | Australië (Scawfell Island, Queensland) |                    |
| Phyllurus gulbaru        | Hoskin, Couper & Schneider, 2003             | Australië (Queensland)                  |                    |
| Phyllurus isis           | Couper, Covacevich & Moritz, 1993            | Australië (Queensland)                  |                    |
| Phyllurus kabikabi       | Couper, Hamley & Hoskin, 2008                | Australië (Queensland)                  |                    |
| Phyllurus nepthys        | Couper, Covacevich & Moritz, 1993            | Australië (Queensland)                  |                    |
| Phyllurus ossa           | Couper, Covacevich & Moritz, 1993            | Australië (Queensland)                  |                    |
| Phyllurus pinnaclensis   | Hoskin, Bertola & Higgie, 2019               | Australië (Queensland)                  |                    |
| Phyllurus platurus       | Shaw, 1790                                   | Australië (New South Wales)             |                    |